# Ammotrechella diaspora
Ammotrechella diaspora es una especie de arácnido  del orden Solifugae de la familia Ammotrechidae.

## Distribución geográfica
Se encuentra en Cabo Verde.